# مرد بارانی (فیلم ۱۹۸۸)
مرد بارانی (به انگلیسی: Rain Man) فیلمی آمریکایی به کارگردانی بری لوینسون محصول سال ۱۹۸۸ است.
در این فیلم تام کروز در نقش «چارلی ببیت» و داستین هافمن در نقش «ریموند ببیت» (مرد بارانی) حضور دارند.
فیلم مرد بارانی در سال ۱۹۸۹ توانست ۴ جایزه اسکار بهترین فیلم، بهترین فیلم‌نامهٔ غیراقتباسی، بهترین کارگردان و بهترین بازیگر نقش اول مرد برای داستین هافمن، را بدست آورد.
شخصیت ریموند یا مرد بارانی که در فیلم، داستین هافمن نقش او را بازی می‌کند، با الهام از شخصیت واقعی کیم پیک ساخته شده‌است. مرد بارانی شاید ترجمهٔ چندان صحیحی برای Rain Man نباشد زیرادر واقع تلفظ تغییریافتهٔ Raymond است. چارلی بعداً متوجه می‌شود که دوست تخیلی دوران کودکی‌اش که او به نام Rain Man می‌شناخت در واقع همان برادرش Raymond است.

## خلاصه داستان
چارلی بابیت (تام کروز) جوانی که غرق تجارت خودروهای لوکس است با خبر می‌شود پدرش فوت کرده و خانه ۳ میلیون دلاری‌اش را به برادر نادیده‌اش، ریموند (داستین هافمن) که مبتلا به ساوانت اوتیسمی است، بخشیده‌است.

## مشروح داستان
چارلی ببیت، یک فروشنده مغرور اشیای کلکسیونی، در حال واردات چهار خودروی لامبورگینی از بازار خاکستری به لس‌آنجلس است تا آن‌ها را به خریدارانی که پیش‌پرداخت داده‌اند، بفروشد و وامی را که برای خرید این خودروها گرفته بود بازپرداخت کند. اما سازمان حفاظت محیط زیست آمریکا خودروها را در بندر توقیف کرده چون در آزمون‌های آلایندگی مردود شده‌اند. چارلی به یکی از کارکنانش دستور می‌دهد به خریداران دروغ بگوید تا او بتواند بدهکارش را معطل کند.
وقتی چارلی می‌فهمد پدرش، سنفورد ببیت، درگذشته، همراه نامزدش سوزانا به سینسیناتی می‌رود تا کارهای مربوط به ارث را انجام دهد. او فقط چند بوته رز و یک خودروی کلاسیک بیوک رودمستر مدل ۱۹۴۹ را به ارث می‌برد، همان ماشینی که بارها با پدرش بر سر آن دعوا کرده بود. در حالی‌که باقی‌مانده دارایی سه‌میلیون‌دلاری به یک امین ناشناس واگذار شده است. چارلی درمی‌یابد که این پول به یک آسایشگاه روانی محلی منتقل شده، جایی که او برادر بزرگ‌ترش ریموند را ملاقات می‌کند؛ برادری که پیش از این وجودش را نمی‌دانست.
ریموند یک ساوانت مبتلا به اوتیسم است که به روال‌های سخت‌گیرانه‌ای پایبند است. او حافظه‌ای فوق‌العاده دارد، اما جز در مواقع اضطراب، احساسات کمی بروز می‌دهد. چارلی او را شبانه از آسایشگاه بیرون می‌برد و به هتلی می‌برد. سوزانا که از رفتار چارلی با ریموند ناراحت شده، او را ترک می‌کند. چارلی از پزشک ریموند، دکتر جرالد برونر، درخواست می‌کند نیمی از ارث را در ازای بازگرداندن ریموند به او بدهد، اما دکتر برونر نمی‌پذیرد. در نتیجه، چارلی تصمیم می‌گیرد برای به‌دست آوردن کنترل پول، حضانت برادرش را بگیرد.
چون ریموند از پرواز با هواپیما امتناع می‌کند، آن‌ها مجبور می‌شوند با خودرو به لس‌آنجلس بروند. سفرشان کند پیش می‌رود، چون ریموند بر انجام عادت‌های روزانه‌اش پافشاری می‌کند، از جمله تماشای برنامه تلویزیونی «دادگاه مردم» هر روز، خوابیدن رأس ساعت ۱۱ شب، و امتناع از سفر در زمان باران. او همچنین پس از دیدن یک تصادف، حاضر نیست از بزرگراه استفاده کند.
در طول سفر، چارلی بیشتر با توانایی‌های خارق‌العاده ریموند آشنا می‌شود، از جمله انجام محاسبات پیچیده ذهنی و شمارش صدها شیء به‌صورت آنی، توانایی‌هایی بسیار فراتر از توان انسان معمولی. او همچنین درمی‌یابد که ریموند در دوران کودکی با خانواده زندگی می‌کرده و همان "مرد بارانی" بوده که چارلی در کودکی او را به‌عنوان دوست خیالی در ذهنش داشته است. روزی ریموند جان چارلی نوزاد را از سوختگی با آب داغ نجات داده، اما پدرشان به‌اشتباه او را مقصر دانسته و چون ریموند نتوانسته از خودش دفاع کند، او را به آسایشگاه سپرده است.
در همین زمان، طلبکار چارلی خودروهای لامبورگینی را توقیف می‌کند، چارلی باید پول پیش‌پرداخت خریداران را پس بدهد و در نتیجه با بدهی سنگینی مواجه می‌شود. پس از عبور از لاس‌وگاس، او و ریموند به هتل سزار پالاس بازمی‌گردند و نقشه‌ای می‌کشند تا با بازی بلک‌جک و شمارش کارت، پول مورد نیاز را به‌دست آورند. با وجود آن‌که مسئولان کازینو از طریق دوربین مداربسته متوجه نقشه آن‌ها شده و از آن‌ها می‌خواهند کازینو را ترک کنند، چارلی موفق می‌شود ۸۶ هزار دلار برنده شود و بدهی‌هایش را بپردازد. او همچنین با سوزانا آشتی می‌کند که دوباره به آن‌ها ملحق شده است.
پس از بازگشت به لس‌آنجلس، چارلی با دکتر برونر دیدار می‌کند؛ دکتر به او ۲۵۰ هزار دلار پیشنهاد می‌دهد تا از ریموند دست بکشد، اما چارلی نمی‌پذیرد و می‌گوید دیگر از اینکه از ارث محروم شده ناراحت نیست، بلکه فقط می‌خواهد رابطه‌ای با برادرش داشته باشد. در جلسه‌ای با روان‌پزشک دادگاه، مشخص می‌شود که ریموند قادر نیست خودش درباره محل زندگی‌اش تصمیم بگیرد. چارلی روند پرسش‌گری را متوقف می‌کند و به ریموند می‌گوید که از داشتن او به‌عنوان برادر خوشحال است. هنگام بازگشت ریموند و دکتر برونر به آسایشگاه با قطار، چارلی قول می‌دهد که دو هفته دیگر به ملاقاتش برود.

## جوایز
- اسکار بهترین فیلم
- اسکار بهترین کارگردانی
- اسکار بهترین بازیگر مرد برای داستین هافمن
- اسکار بهترین فیلمنامه
- نامزد اسکار بهترین طراحی صحنه
- نامزد اسکار بهترین فیلم‌برداری
- نامزد اسکار بهترین تدوین
- نامزد اسکار بهترین موسیقی متن
- جایزه گلدن گلوب بهترین فیلم درام
- جایزه گلدن گلوب بهترین بازیگر برای داستین هافمن
- جایزه خرس طلایی جشنواره بین‌المللی فیلم برلین

تا این تاریخ، مرد بارانی تنها فیلمی است که جایزه اسکار بهترین فیلم و جایزه خرس طلایی جشنواره برلین را با هم برده‌است.